# Ben Smithard
Ben Smithard (Londen, 1970) is een Britse cameraman (Director of photography).

## Loopbaan
Smithard woonde van 1988 tot 1991 de Bournemouth Film School en het Poole College of Art and Design bij. Daarna werkte hij op de verlichtingsafdeling als technicus en lichttechnicus voor videoclips en in de productie van commercials. Zijn werk in dit verband omvat zo'n 250 producties die in ongeveer zeven jaar zijn gemaakt. Tegen het einde van de jaren negentig richtte hij zich op het camerawerk. Hij is tot op de dag van vandaag verbonden gebleven met reclame.
Smithard werkte voor het eerst als freelance cameraman aan videoclips in de vroege jaren 2000, zoals in het geval van de clip voor het nummer Run uit 2003 van Snow Patrol. Film- en televisieproducties volgden. Zijn werk omvat meer dan 45 producties. Hij ontving in 2010 een Emmy voor zijn werk aan Cranford. In 2012 en 2016 werd hij genomineerd voor de BSC Award van de British Society of Cinematographers, waarvan hij ook lid is, en in 2016 ook voor de Best Cinematography Award.

## Filmografie
Film
- Breaking the Fifth (2004)
- The Damned United (2009)
- The Trip (2010)
- My Week with Marilyn (2011)
- I, Anna (2012)
- Alan Partridge: Alpha Papa
- Belle (2013)
- The Second Best Exotic Marigold Hotel (2015)
- Viceroy's House (2017)
- Goodbye Christopher Robin (2017)
- The Man Who Invented Christmas (2017)
- Blinded by the Light (2019)
- Downton Abbey (2019)
- The Father (2020)
- The Bubble (2022)
- The Son (2022)

Televisie
- Wire in the Blood (2005)
- Spooks (2005)
- Eleventh Hour (2006)
- The Street (2006)
- The Royle Family (2006)
- Vincent (televisieserie) Vincent (2006)
- Cranford (2007-2009)
- 10 Minute Tales (2009)
- The Day of the Triffids (2009)
- Money (2010)
- The Trip (2010)
- True Love (2012)
- The Hollow Crown (2012)
- Cold Feet (2016)
- The Nevers (2021)